# Новогодние игрушки
«Новогодние игрушки» — песня Аркадия Хоралова на стихи поэта Андрея Дементьева, написанная в 1987 году. Неоднократно перепеваемая различными артистами, песня является одной из самых известных новогодних композиций на постсоветском пространстве.

## О композиции
По словам Хоралова, с Андреем Дементьевым его познакомила София Ротару в 1975 году; с тех пор они поддерживают дружеские отношения и работают в творческом тандеме: Хоралов написал музыку к более чем 50 стихотворениям Дементьева. Идея мелодии для «Новогодних игрушек» пришла к нему в Крымской обсерватории.
Впервые была издана на альбоме Хоралова Странный мир в 1988 году, при участии Аурики Ротару. В декабре 1988 года песня прозвучала на телевидении в программах «Лестница Якоба снова в гостях у Утренней почты» (с группой «Фейерверк»), и «Шире круг» (с Аурикой Ротару, 30 декабря 1988). В 1999 году песня была перезаписана в дуэте с певицей Натали; последняя включила её в свой альбом Считалочка. В 1996 году Хоралов перезаписал песню с детским хором для альбома Я твой пленник.
В 2013 году была записана новая версия песни и снят видеоклип при участии Ирины Ортман и ансамбля «Непоседы». В видеоклипе также приняли участие Пьер Нарцисс, Алексей Глызин, Татьяна Буланова, рэпер Epic и другие. С 2013 года песня также входит в репертуар группы «Новые Самоцветы» и группы КВАТРО.

## Кавер-версии
- Анна Резникова, для альбома С нами Бог (2002)[10]
- Анита Цой, для альбома 1000000 Минут (2003)[11]
- Кавер-группа «Новые Самоцветы»[8]